# Esakiozephyrus icana
Esakiozephyrus icana är en fjärilsart som beskrevs av Moore 1874. Esakiozephyrus icana ingår i släktet Esakiozephyrus och familjen juvelvingar. Inga underarter finns listade i Catalogue of Life.